# Subida a Urkiola 1998
La Subida a Urkiola 1998, ventiquattresima edizione della corsa, si svolse il 9 agosto 1998 su un percorso di 160 km, con partenza a Durango e arrivo a Urkiola. Fu vinta dall'italiano Simone Borgheresi della Mercatone Uno-Bianchi davanti al belga Axel Merckx e allo spagnolo Ángel Casero.

## Ordine d'arrivo (Top 10)
| Pos. | Corridore              | Squadra                          | Tempo    |
| ---- | ---------------------- | -------------------------------- | -------- |
| 1    | Simone Borgheresi      | Mercatone Uno-Bianchi            | 4h01'01" |
| 2    | Axel Merckx            | Team Polti                       | a 14"    |
| 3    | Ángel Casero           | Vitalicio Seguros-Grupo Generali | a 25"    |
| 4    | Davide Rebellin        | Team Polti                       | a 48"    |
| 5    | Luis Pérez Rodríguez   | ONCE                             | a 1'18"  |
| 6    | Alessandro Spezialetti | Riso Scotti-MG                   | a 1'44"  |
| 7    | Oscar Pellicioli       | Mercatone Uno-Bianchi            | a 2'20"  |
| 8    | Miguel Ángel Peña      | Banesto                          | a 2'23"  |
| 9    | Prudencio Indurain     | Vitalicio Seguros-Grupo Generali | s.t.     |
| 10   | José Ramón Uriarte     | Festina-Lotus                    | s.t.     |